# Gare de Yabashira
La gare de Yabashira (八柱駅, Yabashira-eki) est une gare ferroviaire japonaise située à Matsudo dans la préfecture de Chiba. Elle est gérée par la compagnie Keisei.

## Situation ferroviaire
La gare de Yabashira est située au point kilométrique (PK) 3,8 de la ligne Keisei Matsudo.

## Histoire
La gare a été inaugurée le 2 avril 1955.

## Services aux voyageurs

### Accès et accueil
La gare dispose d'un bâtiment voyageurs, avec guichet, ouvert tous les jours.

### Desserte
- Ligne Keisei Matsudo :
  - voie 1 : direction Matsudo
  - voie 2 : direction Shin-Kamagaya et Keisei Tsudanuma

### Intermodalité
La gare de Shin-Yahashira de la JR East est située à proximité.